# Lassemoen (stacja kolejowa)
Lassemoen – stacja kolejowa w Lassemoen, w okręgu Trøndelag w Norwegii, jest oddalona od Trondheim o 254,64 km. Jest położona na wysokości 136,1 m n.p.m.

## Ruch dalekobieżny
Leży na linii Nordlandsbanen. Stacja przyjmuje trzy pary pociągów do Trondheim i Bodø.

## Obsługa pasażerów
Parking, poczekalnia, WC, postój taksówek.